# Caitriona Balfe
Caitríona Mary Balfe (Dublín, 4 de octubre de 1979) es una actriz y modelo irlandesa, más conocida por interpretar a Claire Fraser en la serie Outlander.

## Biografía
Balfe es hija de un sargento retirado y tiene seis hermanos, tres varones y tres mujeres, entre ellos se encuentran Anne-Marie Balfe, Francis Balfe y Deirdre Balfe. Aparte de inglés, habla irlandés y francés.
Nació en Dublín (Irlanda) y se crio en un entorno más rural, concretamente en la localidad de Tydavnet, en el condado de Monaghan cerca de la frontera con Irlanda del Norte.
Desde pequeña su deseo siempre fue convertirse en actriz, por eso mismo después de concluir sus estudios secundarios, acudió a estudiar interpretación en el Dublin Institute of Technology. En 1999, teniendo apenas 19 años, la descubrió un cazatalentos en un centro comercial y le ofreció trabajar como modelo en París, fue entonces cuando la irlandesa abandonó sus estudios y se convirtió en una cotizada modelo, participando, durante 10 años, en campañas de publicidad y pasarelas para marcas como Dolce & Gabbana, Roberto Cavalli, Max Mara, Bottega Veneta, H&M, Victoria's Secret y Oscar de la Renta. Tras esta década dedicada a modelar, decidió regresar al mundo de la actuación con la diferencia de que ahora lo haría en la ciudad de Los Angeles, Estados Unidos. 
Salió con el solista y guitarrista de la banda de dance-punk Radio 4, David Milone, pero la relación terminó.
En 2015, Caitríona inició una relación con el productor musical escocés Anthony "Tony" McGill, con el que tres años después pasaría a comprometerse y finalmente casarse.  y finalmente la pareja se casó el 10 de agosto de 2019 en Somerset, Inglaterra. Su primer hijo, un varón, nació en agosto de 2021.
La actriz colabora con 'World Child Cancer', una organización que tiene como objetivo mejorar el diagnóstico y el tratamiento de niños con cáncer en algunos de los países más pobres del mundo. Entre sus aportaciones cada año organiza una campaña de camisetas cuyos beneficios van íntegros destinados a la fundación.

## Carrera

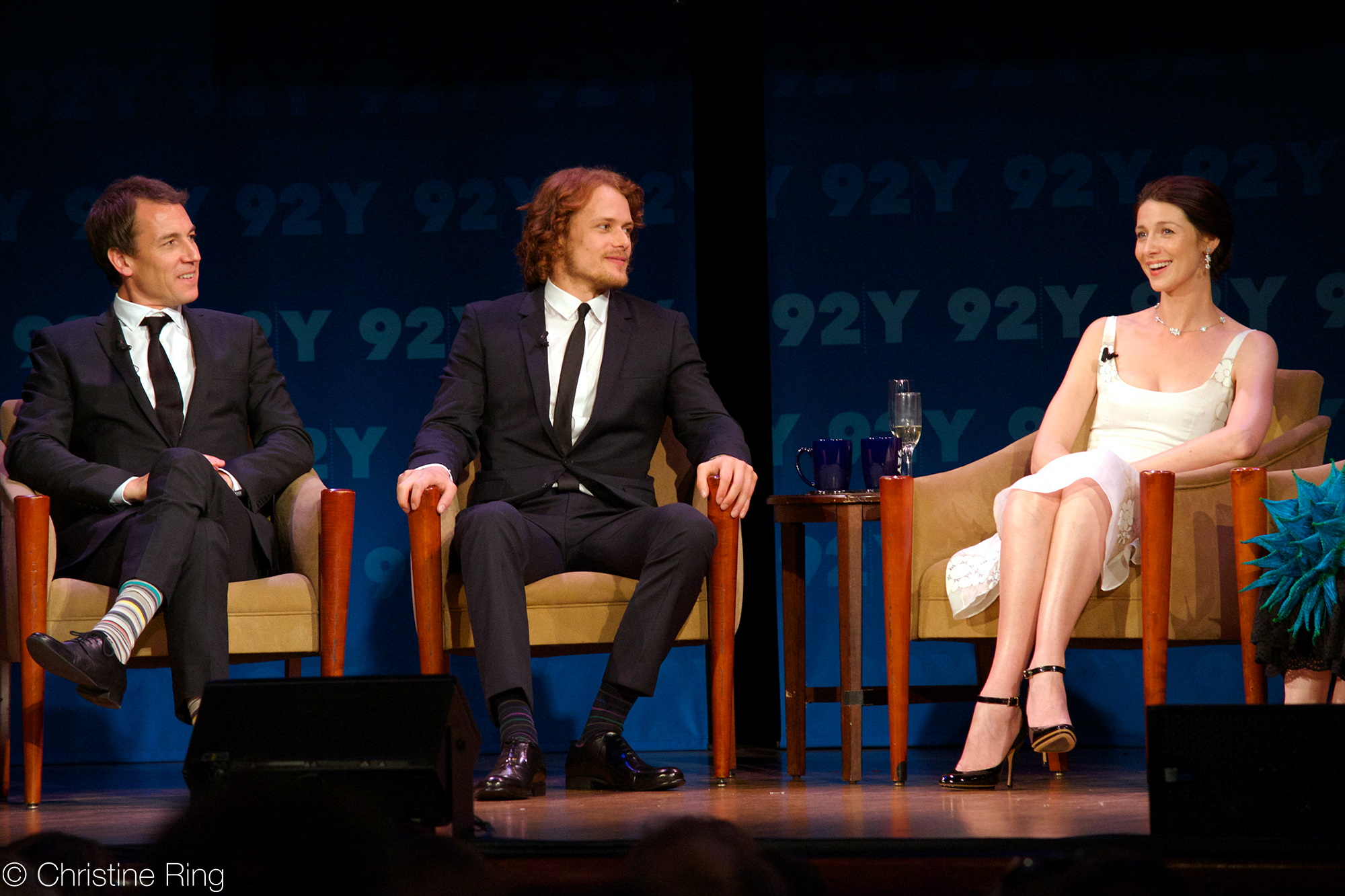
Proyección del episodio de estreno de Outlander en 92nd Street, Nueva York

A pesar de no tener mucha experiencia en el mundo de la actuación, la irlandesa consiguió su debut en el 2011, dónde se unió al elenco de la película Super 8 dando vida a Elizabeth Lamb, una mujer que muere en un accidente en la acería donde trabajaba en 1979 y cuyo esposo, el sheriff Jack Lamb (Kyle Chandler), e hijo Joe Lamb todavía sufren por su muerte.
En el 2012 se unió al elenco principal de la serie H+, en el papel de la ejecutiva Breanna Sheehan. La serie se basa en un futuro donde un tercio de la población mundial utiliza un software implantado en el sistema nervioso.
Un año más tarde, apareció en la película Escape Plan donde interpretó a Jessica Miller, una agente de la CIA, que ofrece a Lester Clark y al ex-fiscal Ray Breslin un contrato para probar una prisión secreta para descubrir si es a prueba de fugas. Ese mismo año apareció en la película de terror Crush donde dio vida a Andie.
En agosto de 2014 y a pesar de su escasa experiencia interpretativa, los productores de Outlander no tuvieron dudas en contratarla para interpretar uno de los papeles principales, concretamente el de Claire Beauchamp, una enfermera británica que misteriosamente es llevada a través del tiempo hasta la Escocia de 1743.Este papel le ha otorgado fama en el mundo de la televisión y según desveló el creador de la serie, Ronald D. Moore, la búsqueda de la actriz para el papel fue muy larga, pero en cuanto vieron a Balfe con Sam Heughan (Jamie Fraser) en los castings, supieron que la habían encontrado. Su química con el actor, que ya estaba contratado, selló su destino.
A pesar de que la adaptación de la saga literaria Forastera de Diana Gabaldón (Outlander) ocupa gran parte de su tiempo, siempre que su agenda se lo ha permitido, la actriz ha participado en otros proyectos. Por ejemplo entre ellos destaca su participación en Cristal Oscuro: La era de la resistencia donde interpreta a Tavra, su papel en Le Mans '66 (2019) o Belfast (2021).
Outlander le ha dado su primer papel protagonista en televisión y, a pesar de ser prácticamente una recién llegada y una desconocida en el terreno audiovisual para muchas personas, la jugada salió perfecta tanto para ella como para la cadena. Su trabajo en la serie ha sido unánimemente elogiado y le ha valido numerosos premios y nominaciones, entre ellos un BAFTA, dos Saturn, dos People Choice y cuatro nominaciones a los Globos de Oro. 

## Modelaje
A los 19 años de edad Balfe comenzó a modelar luego de que fuera descubierta por un agente mientras pedía dinero para una ONG en un centro comercial.Adoptada como musa por Narciso Rodriguez en Nueva York, comenzó su carrera como modelo. Tras los tres primeros meses en Assets, saltó a la agencia Ford de París, y finalmente fue reclutada por la agencia Elite de Nueva York, donde permaneció durante cinco años. Sus diseñadores favoritos son Marc Jacobs y Narciso Rodriguez. Por otro lado, ha aparecido en campañas publicitarias y en desfiles para una variedad de marcas de moda importantes, tales como Dolce & Gabbana, Dior, DKNY, Burberry, Louis Vuitton, H&M, Marc Jacobs, Valentino, Paco Rabanne, Givenchy, Hugo Boss, Giorgio Armani, Victoria's Secret, Balenciaga, Calvin Klein y Chanel.
En 2002 compartió pasarela con Gisele Bundchen, Adriana Lima y Tyra Banks en el octavo desfile anual de Victoria's Secret. Como reveló a Conan O'Brien el pasado 2016, la actriz recuerda que "Era la chica más blanca en el escenario" incluso después de darse dos autobronceadores. Un año más tarde, en 2003 promedió 48 desfiles por temporada. Por otro lado, Balfe también ha aparecido en portadas de revistas como Vogue y ELLE.
Al top de su carrera como modelo logró caminar en 250 pasarelas consolidándose en el Top 20 de modelos más requeridas por las marcas.
Sin embargo, esa nunca fue su pasión, lo que, unido a malas experiencias como la pérdida de más de 300.000 dólares después de que su agencia cayera en bancarrota, la llevaron a dejar la profesión y mudarse a Los Ángeles, donde retomó su verdadera vocación: la interpretación.

## Filmografía

### Series de televisión
| Año             | Título                              | Personaje       | Notas                     |
| --------------- | ----------------------------------- | --------------- | ------------------------- |
| 2019            | The Dark Crystal: Age of Resistance | Tavra (voz)     | 9 episodios               |
| 2014 - presente | Outlander                           | Claire Fraser   | 67 episodios y productora |
| 2012 - 2013     | H+                                  | Breanna Sheehan | 7 episodios               |
| 2012            | The Beauty Inside                   | Alex # 34       | 5 episodios - miniserie   |

### Películas
| Año  | Título              | Personaje        | Notas |
| ---- | ------------------- | ---------------- | --- |
| 2024 | The Amateur         | Inquiline        | junto a Rami Malek, Rachel Brosnahan, Adrian Martinez, Holt McCallany, Julianne Nicholson y Laurence Fishburne                  |
| 2021 | Belfast             | Ma               | junto a Jude Hill, Jamie Dornan, Judi Dench y Ciarán Hinds                                                                      |
| 2019 | Ford v. Ferrari     | Mollie Miles     | junto a Christian Bale, Matt Damon, Jon Bernthal y Noah Jupe                                                                    |
| 2016 | Money Monster       | Diane Lester     | junto a George Clooney, Julia Roberts, Jack O'Connell, Dominic West y Christopher Denham                                        |
| 2015 | The Price of Desire | Gabrielle Bloch  | junto a Orla Brady, Alanis Morissette, Vincent Perez y Dominique Pinon                                                          |
| 2013 | Escape Plan         | Jessica Miller   | junto a Arnold Schwarzenegger, Sylvester Stallone, Jim Caviezel, Amy Ryan, Vincent D'Onofrio, Sam Neill, Vinnie Jones y 50 Cent |
| 2013 | Now You See Me      | Jasmine Trassler | junto a Jesse Eisenberg, Mark Ruffalo, Woody Harrelson, Mélanie Laurent, Dave Franco, Michael Caine y Morgan Freeman            |
| 2013 | Crush               | Andie            | junto a Lucas Till, Crystal Reed, Sarah Bolger, Meredith Salenger, Camille Guaty, Leigh Whannell y Reid Ewing                   |
| 2012 | Lost Angeles        | Veronique        | junto a Kelly Blatz, Joelle Carter, Mark Boone Junior, Laura-Leigh, Val Lauren, Adam Goldberg y Grant Heslov                    |
| 2012 | The Wolf            | Sally            | corto - junto a Zach Cregger, Frank Rautenbach, Jennifer Field, Caitlin O'Connor y George Steeves                               |
| 2011 | Super 8             | Elizabeth Lamb   | junto a Elle Fanning, Joel Courtney, Joel McKinnon Miller, Ryan Lee, Zach Mills, Riley Griffiths, Gabriel Basso y Kyle Chandler |
| 2010 | Lust Life           | Aubrie           | corto - junto a Aurora Joly y Alison Lees-Taylor                                                                                |

### Productora
| Año  | Título                      | Notas               |
| ---- | --------------------------- | ------------------- |
| 2009 | Picture Me: A Model's Diary | productora asociada |

### Apariciones
| Año  | Programa    | Personaje      | Notas                             |
| ---- | ----------- | -------------- | --------------------------------- |
| 2013 | Movie Guide | Jessica Miller | episodio "Movie Guide 2: Part 15" |

## Premios y nominaciones
| Año  | Categoría                                                                 | Premio                                     | Trabajo   | Resultado |
| ---- | ------------------------------------------------------------------------- | ------------------------------------------ | --------- | --------- |
| 2022 | Best Supporting Actress                                                   | British Academy Film Awards                | Belfast   | Nominada  |
| 2022 | Best Supporting Actress                                                   | Screen Actors Guild Awards                 | Belfast   | Nominada  |
| 2022 | Best Ensemble                                                             | Screen Actors Guild Awards                 | Belfast   | Nominada  |
| 2022 | Best Supporting Actress                                                   | Golden Globe Award                         | Belfast   | Nominada  |
| 2018 | Best Actress on Television                                                | Saturn Award                               | Outlander | Nominada  |
| 2018 | Best Actress – Television Series Drama                                    | Golden Globe Award                         | Outlander | Nominada  |
| 2018 | Best Actress in a Drama Series                                            | Critics' Choice Television Award           | Outlander | Nominada  |
| 2018 | Best Actress in a TV Drama Series//Genre Series                           | Satellite Award                            | Outlander | Nominada  |
| 2018 | Outstanding Actress in a Drama Series                                     | Women's Image Network Award                | Outlander | Nominada  |
| 2018 | Best Actress in a Lead Role in Drama                                      | Irish Film & Television Award              | Outlander | Ganó      |
| 2017 | Best Actress on a Television Series                                       | Saturn Award                               | Outlander | Nominada  |
| 2017 | Favorite Sci-Fi/Fantasy Actress                                           | People's Choice Award                      | Outlander | Ganó      |
| 2017 | Best Performance by an Actress in a Television Series - Drama             | Golden Globe Award                         | Outlander | Nominada  |
| 2017 | Best Actress in a Lead Role in Drama                                      | Irish Film & Television Award              | Outlander | Nominada  |
| 2017 | Actress Drama Series                                                      | Women’s Image Network Award                | Outlander | Nominada  |
| 2017 | Honorific Award                                                           | Oscar Wilde Award                          | Outlander | Ganó      |
| 2017 | Best Actress in a Leading Role in a Drama Series                          | Cine Award                                 | Outlander | Ganó      |
| 2016 | Best Actress in a Drama Series                                            | Critics Choice TV Award                    | Outlander | Nominada  |
| 2016 | Actress Television                                                        | BAFTA Scotland Award                       | Outlander | Ganó      |
| 2016 | Outstanding Lead Actress in a Drama Series                                | Poppy Award                                | Outlander | Ganó      |
| 2016 | Best Actress on Television                                                | Saturn Award                               | Outlander | Ganó      |
| 2016 | Best Actress in a Lead Role Drama                                         | Irish Film & Television Award              | Outlander | Nominada  |
| 2016 | Outstanding Actress in a Drama Series (episodio "The Garrison Commander") | Women's Image Network Award                | Outlander | Ganó      |
| 2016 | Best Actress – Television Series Drama                                    | Golden Globe Award                         | Outlander | Nominada  |
| 2016 | Favorite Sci-Fi/Fantasy TV Actress                                        | People's Choice Award                      | Outlander | Ganó      |
| 2015 | Best Actress on Television                                                | Saturn Award                               | Outlander | Ganó      |
| 2015 | Best Actress in a Lead Role - Drama                                       | IFTA Award                                 | Outlander | Nominada  |
| 2014 | Favorite Duo (junto a Sam Heughan)                                        | TV Guide Award                             | Outlander | Ganó      |
| 2014 | Woman Of The Year                                                         | BBC America Anglophenia Fan Favorite Award | —         | Ganó      |